# إسير بي تاتش E400
إسير بي تاتش E400 (بالإنجليزية: Acer beTouch E400) هو هاتف ذكي من إيسر يعمل بنظام أندرويد، تم طرحه في الأسواق في أبريل 2010.

## الخصائص
- نظام التشغيل: أندرويد
- الكاميرا الخلفية: 3.2 ميجابكسل
- الشاشة: شاشة لمس
- الوزن: 125 غرام
- المعالج: 600 ميجا هرتز